# Corey Sevier
Corey Daniel Sevier (Ajax, 3 luglio 1984) è un attore canadese.

## Biografia

### Infanzia e carriera
Figlio (insieme al fratello minore Kyle) di Lynda e Bruce Sevier, ha iniziato giovanissimo la sua attività pubblica comparendo, ad appena 6 mesi, come modello.
Da bambino e successivamente da teenager Sevier ha preso parte a svariati film e serie televisive guadagnandosi, nel corso degli anni novanta, considerevole fama e notorietà a livello internazionale.
Tra i lavori a cui l'attore ha preso parte ancora bambino, la partecipazione a diversi episodi di Piccoli brividi e ancor più, da adolescente, il suo importante ruolo nel telefilm Lassie, lo hanno reso celebre e hanno contribuito a farlo conoscere in tutto il mondo.
Ha recitato, tra l'altro, con attori come Kevin Zegers, Zachery Ty Bryan, Chris Makepeace.
La sua carriera, lanciata sempre più verso ambiziosi e importanti traguardi artistici e professionali, ha continuato a svilupparsi e consolidarsi anche negli anni successivi quando l'attore, proteso nell'età adulta, ormai affermato e rinomato nella sua attività, è stato protagonista di ragguardevoli produzioni che ne hanno valorizzato il talento e confermato l'apprezzamento di pubblico e critica.

### Vita privata
Atletico e sportivo appassionato, tra i molteplici sport praticati dall'attore vi sono calcio, hockey su ghiaccio, basket, baseball, tennis, surf, discesa libera, equitazione e arti marziali quali karate, wushu, Tae Kwon Do, baguazhang e pugilato. È inoltre bilingue, conoscendo inglese e francese.

## Riconoscimenti
Sevier ha ricevuto 3 candidature relativamente agli Young Artist Awards negli anni 1999, 2000 e 2002.

## Filmografia

### Cinema
- Tommy Boy, regia di Peter Segal (1995)
- Mrs. Munck, regia di Diane Ladd (1995)
- L'estate delle scimmie (Summer of the Monkeys), regia di Michael Anderson (1998)
- Synapse, regia di Matthew Kalish - cortometraggio (2001)
- Edge of Madness, regia di Anne Wheeler (2002)
- Cuori estranei (Between Strangers), regia di Edoardo Ponti (2002)
- Detention, regia di Sidney J. Furie (2003)
- Decoys, regia di Matthew Hastings (2004)
- Surf School, regia di Joel Silverman (2006)
- Metamorphosis, regia di Jenö Hodi (2007)
- House of Fears, regia di Ryan Little (2007)
- Si j'étais toi, regia di Vincent Perez (2007)
- Una vita spezzata (A Broken Life), regia di Neil Coombs (2008)
- American Primitive, regia di Gwen Wynne (2009)
- The Jazzman, regia di Josh Koffman (2009)
- A Flesh Offering, regia di Jeremy Torrie (2010)
- Age of the Dragons, regia di Ryan Little (2011)
- 5th & Alameda, regia di Richard Friedman (2011)
- Dead Dreams, regia di Josh Koffman (2011)
- Immortals, regia di Tarsem Singh (2011)
- Conduct Unbecoming, regia di Sidney J. Furie (2011)
- Sogno d'amore (Awaken), regia di Daric Loo (2012)
- Osombie, regia di John Lyde (2012)
- 1303 - La paura ha inizio (Apartment 1303 3D), regia di Michael Taverna (2012)
- Path of Souls, regia di Jeremy Torrie (2012)
- Pride of Lions, regia di Sidney J. Furie (2014)
- Shadows, regia di Colin Berry - cortometraggio (2015)
- Demon Gate, regia di Daric Loo - cortometraggio (2015)
- The Northlander, regia di Benjamin Ross Hayden (2016)
- Her Deadly Reflections, regia di John Lyde (2020)
- The Corruption of Divine Providence, regia di Jeremy Torrie (2020)

### Televisione
- Foto di famiglia (Family Pictures) – serie TV, episodi 1x01-1x02 (1993)
- J.F.K.: Reckless Youth, regia di Harry Winer – miniserie TV, 2 puntate (1993)
- Insieme oltre la vita (And Then There Was One), regia di David Hugh Jones – film TV (1994)
- Liberate quei bambini (To Save the Children), regia di Steven Hilliard Stern – film TV (1994)
- Memoria immortale (Memory Run), regia di Allan A. Goldstein – film TV (1996)
- Il silenzio del tradimento (The Silence of Adultery), regia di Steven Hilliard Stern – film TV (1995)
- Side Effects – serie TV, episodi 2x13 (1996)
- Lisa ha visto l'assassino (The Haunting of Lisa), regia di Don McBrearty – film TV (1996)
- Critical Choices, regia di Claudia Weill – film TV (1996)
- Piccoli brividi (Goosebumps) – serie TV, 4 episodi (1996-1998)
- Little Men – serie TV, 26 episodi (1998-1999)
- Partners – serie TV, episodi 1x4 (1999)
- Lassie – serie TV, 51 episodi (1997-1999)
- Real Kids, Real Adventures – serie TV, episodi 3x6 (2000)
- Twice in a Lifetime – serie TV, episodi 2x13 (2000)
- Avventure ad High River (Caitlin's Way) – serie TV, episodi 3x3 (2002)
- 2030 CE – serie TV, 17 episodi (2002-2003)
- Troppo bella per Josh (Student Seduction), regia di Peter Svatek – film TV (2003)
- Black Sash – serie TV, 8 episodi (2003)
- Una nuova vita per Zoe (Wild Card) – serie TV, 10 episodi (2003-2004)
- North Shore – serie TV, 21 episodi (2004-2005)
- CSI: Miami – serie TV, episodi 4x2 (2005)
- Code Breakers, regia di Rod Holcomb – film TV (2005)
- Gospel of Deceit, regia di Timothy Bond – film TV (2006)
- Aquaman, regia di Greg Beeman – film TV (2006)
- The Dresden Files – serie TV, episodi 1x4 (2007)
- Decoys 2: Seduzione aliena (Decoys 2: Alien Seduction), regia di Jeffery Scott Lando – film TV (2007)
- Instant Star – serie TV, 4 episodi (2007)
- Heartland – serie TV, episodi 1x8 (2008)
- Smallville – serie TV, episodi 7x12 (2008)
- I misteri di Murdoch (Murdoch Mysteries) – serie TV, episodio 1x08 (2008)
- The Best Years – serie TV, episodi 2x4-2x5-2x6 (2008-2009)
- The Lost Future, regia di Mikael Salomon – film TV (2010)
- Psych – serie TV, episodi 2x15-6x12 (2008-2012)
- The Listener – serie TV, episodi 3x9 (2012)
- A Star for Christmas, regia di Michael Feifer – film TV (2012)
- Supernatural – serie TV, episodi 9x13 (2014)
- Motive – serie TV, episodi 2x6 (2014)
- Rapito alla nascita (Stolen from the Womb), regia di Terry Ingram – film TV (2014)
- Cedar Cove – serie TV, 14 episodi (2013-2014)
- The Tree That Saved Christmas, regia di David Winning – film TV (2014)
- Win, Lose or Love, regia di Steven R. Monroe – film TV (2015)
- Mistresses - Amanti (Mistresses) – serie TV, 5 episodi (2015)
- Sadie and Emmie – serie TV, episodi 2x9 (2016)
- Mr. Write, regia di Rick Bota – film TV (2016)
- Ritratto d'amore (The Art of Us), regia di Kristoffer Tabori – film TV (2017)
- The Wrong Bed: Naked Pursuit, regia di Monika Mitchell – film TV (2017)
- 4 Natali e un matrimonio (Four Christmases and a Wedding), regia di Marita Grabiak – film TV (2017)
- Northern Lights of Christmas, regia di Jonathan Wright – film TV (2018)
- Grounded for Christmas, regia di Amyn Kaderali – film TV (2019)
- Heart of the Holidays, regia di Corey Sevier – film TV (2020)
- La lingua dell’amore (Love in Translation), regia di Adrian Langley – film TV (2021)
- Innamorarsi a Whitbrooke (Love in Whitbrooke), regia di John Bradshaw - film TV (2021)
- Un Natale da salvare (It Takes a Christmas Village), regia di Corey Sevier - film TV (2021)
- A Natale cambio vita (Take Me Back for Christmas) - film TV, regia di Corey Sevier (2023)

### Regista
- Heart of the Holidays – film TV (2020)

## Doppiatori italiani
Nelle versioni in italiano delle opere in cui ha recitato, Corey Sevier è stato doppiato da:
- Gabriele Lopez in Psych (ep. 2x15)
- Massimo Triggiani in Psych (ep. 6x12)
- Stefano Crescentini in CSI: Miami
- Edoardo Stoppacciaro in Cedar Cove
- Marco Vivio in Motive
- Gianluca Cortesi in Private Eyes
- Angelo Evangelista in Un natale da salvare
- Stefano Bianchini in Innamorarsi a Whitbrooke
- Federico Di Pofi in A Natale cambio vita
- Fabio Gervasi in Una festa da sogno
- Gabriele Vender in Un incontro speciale